# Cretto di Burri

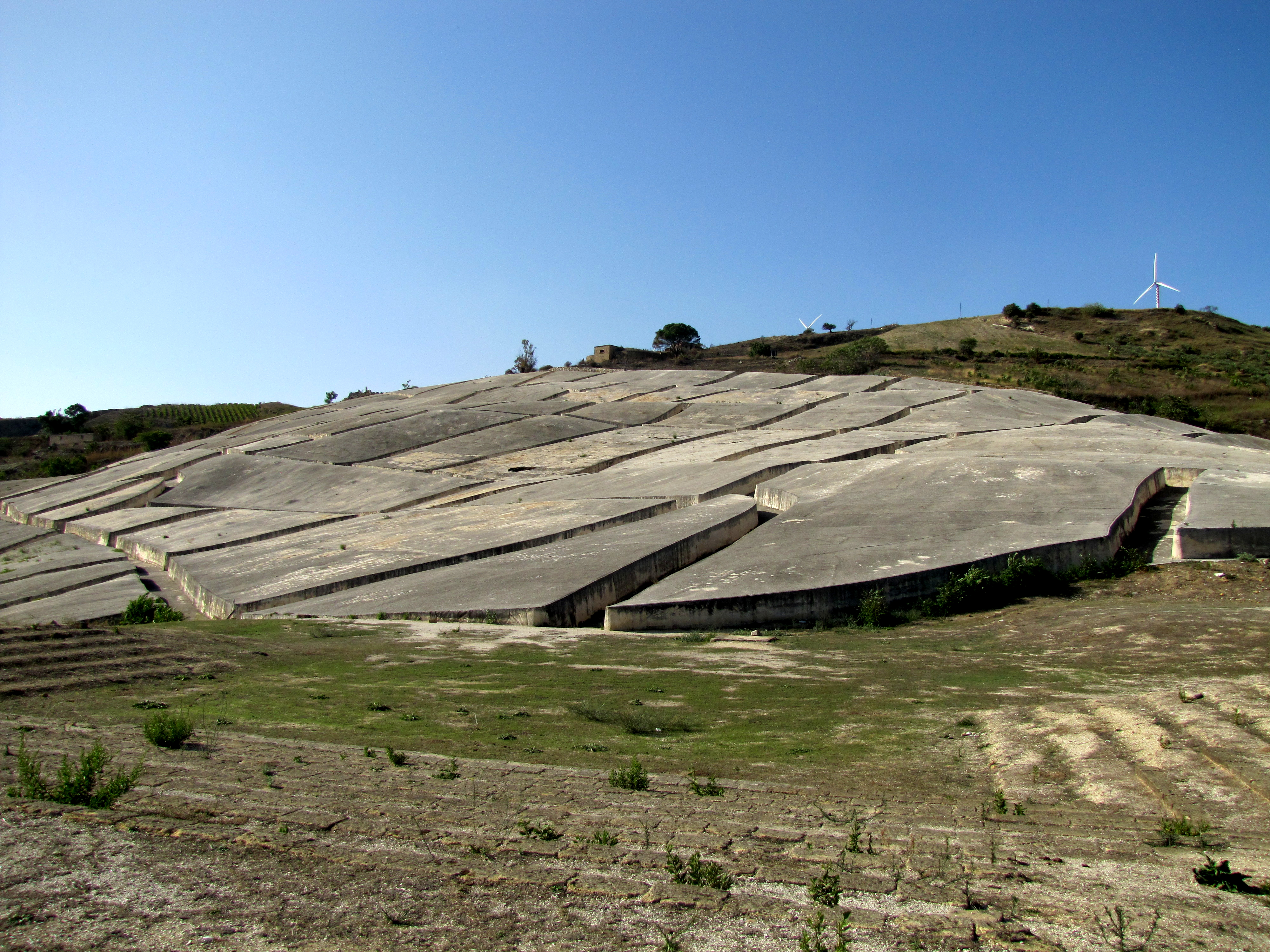
Cretto di Burri

Das Cretto di Burri (auch Il Grande Cretto (dt. „Der große Riss“) oder Cretto di Gibellina) ist ein von 1984 bis 2015 erbautes monumentales Land-Art-Kunstwerk des italienischen Künstlers Alberto Burri. Es befindet sich auf den Ruinen der 1968 durch ein Erdbeben zerstörten Ortschaft Gibellina im Westen Siziliens.

## Geschichte
Das ursprüngliche Gibellina (heute „Gibellina Vecchia“) wurde in der Nacht vom 14. auf den 15. Januar 1968 durch das Erdbeben im Belice-Tal nahezu vollständig zerstört. Mehr als 200 Menschen kamen ums Leben, die Stadt wurde unbewohnbar und aufgrund seismischer Instabilität nicht wiederaufgebaut, sondern etwa 18 Kilometer entfernt als „Gibellina Nuova“ neu errichtet. Die Ruinen des alten Ortes blieben zunächst sich selbst überlassen.

## Entstehung des Kunstwerks
1984 schlug Alberto Burri vor, die Ruinen von Gibellina als Mahnmal und Erinnerungsort zu gestalten. Zwischen 1985 und 1989 begann er, die Überreste der Stadt mit einer dicken Schicht aus weißem Beton zu bedecken. Die Struktur folgt dem alten Straßenraster und bildet ein begehbares Labyrinth aus Betonblöcken und -fugen. Wegen fehlender Mittel wurde das Werk ab 1989 unvollendet gelassen. Erst 2015, zum 100. Geburtstag Burris, wurde das Monument vollendet.
Das Cretto erstreckt sich heute über eine Fläche von etwa 85.000 Quadratmetern (ca. 8,5 Hektar) und gilt als eines der größten Land-Art-Projekte der Welt. Vom Nachbarort Salaparuta ist das Kunstwerk am besten zu sehen.

## Bedeutung und Wirkung
Das Kunstwerk erinnert an die zerstörte Stadt und ihre Geschichte. Die begehbaren Wege zwischen den Betonblöcken entsprechen den ehemaligen Straßen und Gassen von Gibellina Vecchia. Besucher können so auf den Spuren der Vergangenheit wandeln. Das Cretto wird als „Betonleintuch“ oder „ewige Narbe“ beschrieben und ist ein Symbol für Erinnerung, Verlust und künstlerische Transformation.

## Kulturelle Rezeption
- 2015 drehte die niederländische Künstlerin Petra Noordkamp einen Film über das Cretto für eine Burri-Retrospektive im Guggenheim Museum in New York.[2]
- Das Werk ist Schauplatz von Theateraufführungen und Musikveranstaltungen, etwa des jährlichen Orestiadi-Festivals.[3]
- Teile des Musikvideos Pushing the Tides der Band Mastodon wurden am Cretto gedreht.[4]